# Archaeocyon
Archaeocyon è un genere estinto di mammiferi carnivori, appartenente ai canidi. Visse nell'Oligocene medio e superiore (tra 33 e 24 milioni di anni fa). I suoi resti fossili sono stati ritrovati negli Stati Uniti occidentali. È considerato il più antico e primitivo membro dei borofagini (Borophaginae).

## Descrizione
Questo animale possedeva un corpo relativamente simile a quello di una genetta attuale, e pesava circa due chilogrammi. Il cranio era lungo circa 10 centimetri e l'altezza al garrese doveva essere di meno di 30 centimetri. L'aspetto assomigliava a quello di Hesperocyon, un altro canide primitivo vissuto pochi milioni di anni prima. Alcune caratteristiche della dentatura, però, indicano che Archaeocyon era più strettamente imparentato con forme successive di grossa taglia, come Osteoborus. La forma del corpo era poco specializzata, e conservava alcune caratteristiche primitive come una postura plantigrada, poco adatta alla corsa.

## Classificazione
Archaeocyon è un canide primitivo, le cui caratteristiche lo avvicinano ai membri della sottofamiglia dei borofagini. Rispetto al più primitivo Hesperocyon, Archaeocyon acquisì una forma particolare del talonide nel primo molare inferiore, formato da due piccole cuspidi (ipoconide ed entoconide), così come modificazioni corrispondenti nei molari superiori (ad esempio la presenza di una cuspide accessoria nota come metaconulo). Queste modificazioni nella dentatura furono ereditate da tutti i membri della sottofamiglia dei borofagini. Al genere Archaeocyon sono ascritte tre specie: A. pavidus e A. leptodus furono le prime ad apparire e differiscono principalmente nella taglia (A. leptodus era leggermente più grosso). A. falkenbachi, apparso pochi milioni di anni dopo, possedeva un cranio più corto e largo. Generi assai simili erano Rhizocyon, Oxetocyon e il bizzarro Otarocyon.